# Wapen van Saint-Pierre en Miquelon

Het wapen van Saint-Pierre en Miquelon

Het wapen van Saint-Pierre en Miquelon, een overzees departement van Frankrijk ongeveer 25 km voor de kust van Newfoundland, Canada, in het noorden van de Atlantische Oceaan, bestaat uit een grotendeels blauw schild met daarop een gouden schip. Dit schip staat symbool voor de Grande Hermine, het schip waarmee Jacques Cartier op 15 juni 1536 het land bereikte. Daarboven staan drie vlaggen die de drie grootste bevolkingsgroepen van het land voorstellen; de Basken, de Bretons en de Normandiërs. Boven op het wapen staat een Corona navalis.
Onderaan staat het motto in het Latijn: A mare labor (Een werk van de zee).
Antigua en Barbuda · Aruba · Bahama's · Barbados · Belize · Canada · Costa Rica · Cuba · Curaçao · Dominica · Dominicaanse Republiek · El Salvador · Grenada · Guatemala · Haïti · Honduras · Jamaica · Mexico · Nicaragua · Panama · Saint Kitts en Nevis · Saint Lucia · Saint Vincent en de Grenadines · Sint Maarten · Trinidad en Tobago · Verenigde Staten
Afhankelijke gebieden

Amerikaanse Maagdeneilanden · Anguilla · Bermuda · Britse Maagdeneilanden · Groenland · Guadeloupe · Kaaimaneilanden · Martinique · Montserrat · Navassa · Puerto Rico · Saint-Pierre en Miquelon · Turks- en Caicoseilanden